# 布沃-布朗还原反应
鲍维特－勃朗克还原反应（Bouveault-Blanc还原）中，以金属钠-无水醇作还原剂，酯发生还原得到一级醇。
在氢化铝锂还原酯的方法发现之前，BB还原反应曾广泛用于酯的还原反应中。用该法时双键不受影响。

## 反应机理
反应是自由基机理。钠作单电子还原剂给出价电子，酯生成自由基负离子，从醇中得到质子变为自由基。钠再给出一个电子使之生成碳负离子，从醇得到质子生成醇中间体。而后碳氧键断裂得到一个醇和一个醛，醛经过类似的还原过程，得到另一个醇。